# Pterolophia subobscuricolor
Pterolophia subobscuricolor là một loài bọ cánh cứng trong họ Cerambycidae.